# Die Gründung der Burg Schwanberg

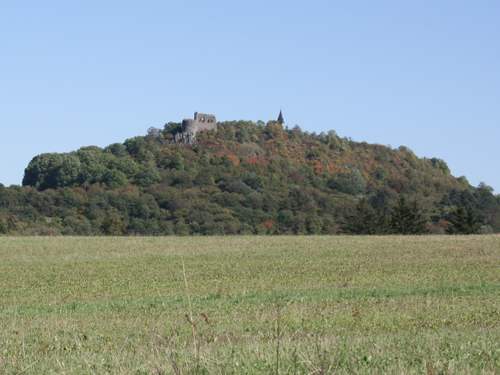
Burg Schwanberg

Die Gründung der Burg Schwanberg ist eine böhmisch-tschechische Volkssage über die Entstehung der Burg Schwanberg und das Adelsgeschlecht von Schwanberg.

## Handlung
In uralter Zeit lebte ein Schwan an einem Teich in der Nähe des heutigen Schwanberges. Eines Tages hielt er sich nicht im Wasser auf, sondern watschelte auf dem Damm des Teiches einher und sang sehnsüchtige Lieder. Der Schwan erregte die Aufmerksamkeit eines Köhlermädchens, das mehrmals am Tag an dem Teich vorbeikam. Das Mädchen liebte den Schwan und hielt sich gern bei ihm auf. Schließlich brachte sie in Erfahrung, dass der Schwan in Wahrheit kein Tier, sondern ein verzauberter Ritter war, und erlöste ihn von seinem Fluch. Der Ritter heiratete das Mädchen und sie ließen sich auf dem Berg ein prächtiges Schloss bauen. Sie bekamen Kinder und wurden die Stammeltern des Adelsgeschlechts von Schwanberg.

## Hintergrund

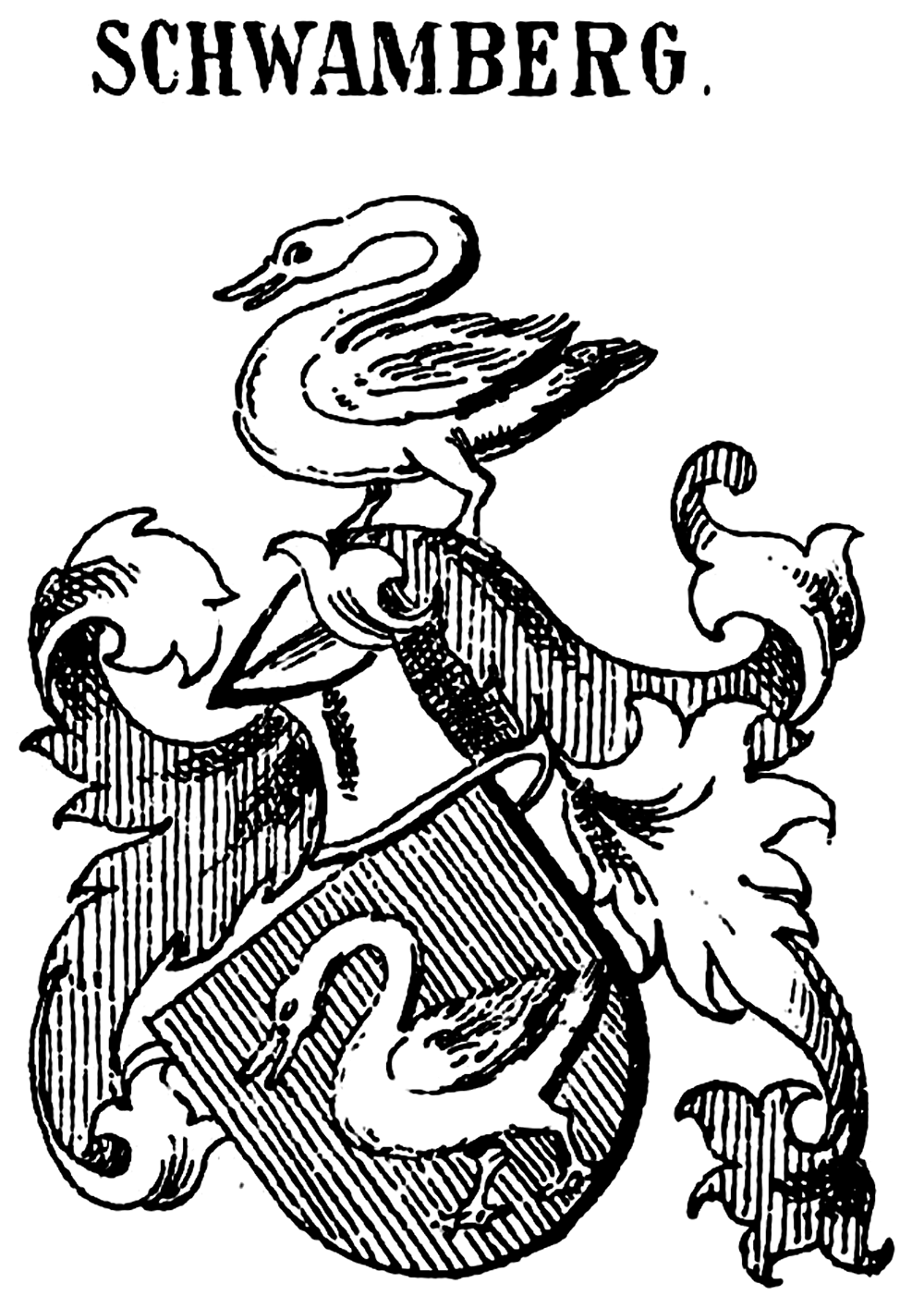
Wappen des Adelsgeschlechts der Schwanberg

Die Volkssage behandelt die Entstehung der Burg Schwanberg und das Adelsgeschlecht von Schwanberg.

## Rezeption
Die Volkssage findet sich in der Literatur unter anderem bei Michael T. Urban Notizen zur Heimatkunde des Gerichtsbezirkes Plan (1884) und im Egerländer Sagenkranz von Thilde Hopper-Hoyer (1958).